# Chaldia

Chaldia im Nordosten Anatoliens im 10. Jahrhundert.

Das Thema von Chaldia (altgriechisch θέμα Χαλδίας, thema Chaldias) war ein byzantinisches Thema an der Schwarzmeerküste von Kleinasien (heutige Türkei), das im Jahr 840 eingerichtet wurde. Während des Spätmittelalters bildete es das Herz des Kaiserreichs von Trapezunt bis zu seinem Fall 1461.

## Geschichte
Als in der zweiten Hälfte des 7. Jahrhunderts das Themensystem eingerichtet wurde, wurde das Gebiet des ehemaligen Pontus Polemoniacus und ein Teil von Armenia I, bekannt als Keltzene, Teil des Armeniakon. Ursprünglich war es als Turma (Abteilung) von Chaldia organisiert, später als Doukaton oder Archontat. Im Jahr 840, vielleicht auch schon 824, wurde es als eigenständiges Thema neu verfasst. Arabische Geographen des 9. und 10. Jahrhunderts treffen unterschiedliche Aussagen über das Thema: Ibn Chordadhbeh spricht von 6 Festungen im Thema, Qudama ibn Ja'far von etwa 4000 Soldaten als Miliz des Themas während Ibn al-Faqih berichtet, dem befehlshabenden Strategos des Themas hätten 10.000 Mann zur Verfügung gestanden (sicherlich übertrieben). Der Strategos von Chaldia erhielt 20 Pfund Gold als jährlichen Sold, wovon die Hälfte der Staat bezahlte. Die andere Hälfte wurde durch Steuereinnahmen wie der Kommerkion-Steuer, die auf aus dem Osten eingeführte Handelswaren erhoben wurde, gestellt. Im frühen 10. Jahrhundert wurde der Bezirk von Keltzene dem Thema abgezogen und zum neuen Thema Mesopotamien hinzugefügt.
Bis zu den Gebietserweiterungen im 10. Jahrhundert im Osten war Chaldia die nordöstliche Grenze des Byzantinischen Reiches. In der Zeit von  1091/1095–1098 und 1126–1140 war das Gebiet quasi unabhängig von Konstantinopel. In der ersten dieser Perioden war Chaldia von den Seldschuken vom restlichen byzantinischen Gebiet abgeschnitten und von Theodoros Gabras quasi-autonom regiert worden, während beim zweiten Mal dessen Sohn, der Dux Konstantin Gabras, gegen Kaiser Johannes II. Komnenos rebelliert hatte. Nach der Auflösung des Byzantinischen Reiches im Zuge des Vierten Kreuzzugs im Jahr 1204 wurde das Thema Teil des neuen Kaiserreich Trapezunt. Dieses Kaiserreich war aber schon im 14. Jahrhundert praktisch auf das Gebiet Chaldias reduziert. Dem Kaiserreich gelang es wegen seiner gebirgigen Lage, einer kleinen aber effektiven Armee sowie einer durchdachten Diplomatie, länger zu überleben als das Byzantinische Reich, bevor es 1461 an das Osmanische Reich fiel. Sogar danach widersetzten sich noch einige Bergfestungen den Osmanen. Erst 1479 wurde die Region vollständig unterworfen, als die Festung  Golacha, der letzte christliche Außenposten in Kleinasien an die Türken fiel. Eine große Zahl Pontosgriechen blieb in der ganzen Zeit des Osmanischen Reiches an der Schwarzmeerküste, bis sie 1923 vertrieben wurden.